# Richardia muricata
Richardia muricata là một loài thực vật có hoa trong họ Thiến thảo. Loài này được (Griseb.) B.L.Rob. miêu tả khoa học đầu tiên năm 1910.